# Hans-Jürgen Stumpff
Hans-Jürgen Stumpff (15 juin 1889 à Kolberg (aujourd'hui Kołobrzeg) - 9 mars 1968 à Francfort-sur-le-Main) est un général allemand de la Luftwaffe. Il signa la capitulation allemande au nom de la Luftwaffe le 8 mai 1945 à Berlin, en compagnie du maréchal Keitel, représentant l'OKW, et de l'amiral von Friedeburg, représentant de la Kriegsmarine.

## Jeunesse et Première Guerre mondiale
Hans-Jürgen Stumpff naît le 15 juin 1889 à Kolberg, quatre mois après Adolf Hitler. Stumpff entre dans le 12e régiment de grenadiers comme Fahnenjunker (cadet officier) en 1907. Promu au grade de lieutenant en 1908, il participe à l'état-major dès le début de la Première Guerre mondiale. À la fin de la guerre, Stumpff a le grade de capitaine.
Son fils, capitaine, Klaus-Werner est tué au combat le 11 juillet 1941, à l'âge de 25 ans, lors de l'opération Barbarossa. Sa fille Renate, née le 15 mars 1925, épouse le commandant (major) Karl-Günther von Hase, titulaire de la Croix de fer.
Pendant la République de Weimar, Stumpff sert comme officier au Ministère de la Défense du Reich.

## Seconde Guerre mondiale
Le 1er septembre 1933, Stumpff, avec le grade d'Oberstleutnant (lieutenant-colonel), devient chef du personnel de la division aérienne de la Reichswehr. Après l'officialisation de la Luftwaffe en 1935, il est chef d'État-major à partir du 1er juin 1937 et jusqu'au 1er janvier 1939. Hans Jeschonnek prendra sa place comme chef d'état-major. Avec les nominations en 1936 et 1937 de Hans-Jürgen Stumpff , Ernst Udet et Robert Ritter von Greim à l'état-major général, au bureau technique et au bureau du personnel de l'armée de l'air, l'adjudant Nicolaus von Below déclare que trois officiers de « caractère irréprochable et de qualité humaine exemplaire » ont été sélectionnés. Mais pour les tâches qu'ils sont censés assumer, ils n'auraient « aucune formation ou expérience professionnelle ».
Au cours de la Seconde Guerre mondiale, Stumpff commande diverses flottes aériennes. Le 19 juillet 1940, il est promu au grade de Generaloberst et reçoit la Croix de chevalier de la Croix de fer. Il rencontre le maréchal finlandais Carl Gustaf Emil Mannerheim car la Finlande a accepté l'aide allemande. Jusqu'à la fin 1943, Stumpff commande la Luftflotte 5, avec laquelle il prend part à la bataille d'Angleterre, la Luftflotte 2 du maréchal Albert Kesselring basée en France, en Belgique et aux Pays-Bas, puis la Luftflotte 3 du maréchal Hugo Sperrle basée dans l'ouest de la France. Mais la Luftflotte 5 opère à partir de la Norvège contre l'Écosse et le nord de l'Angleterre : les chasseurs de la Royal Air Force lui infligent de sévères pertes (20%), et la Luftflotte 5 est retirée de la bataille et ses appareils envoyés en renfort des Luftflotte 2 et 3. Le 15 août 1940, un jeudi, fut appelé « Jeudi noir » par la Luftwaffe, car il correspond à une phase précédent l'Opération Blitz, une campagne de bombardements stratégiques durant la Seconde Guerre mondiale constituée de raids ponctuels menée par la Luftwaffe sur le Royaume-Uni du 7 septembre 1940 au 21 mai 1941. Stumpff ne prend ses ordres que d'Hermann Goering, lequel ne fait rien sans en avoir d'abord reçu l'autorisation d'Hitler lui-même.
En janvier 1944, Stumpff commande les forces de la Luftwaffe dans la défense du Reich contre les bombardements alliés, avec Hermann Goering, le maréchal Hugo Sperrle puis Josef Kammhuber.
Le 8 mai 1945, à 23 heures et une minute (soit 1 heure une minute le 9 janvier 1945, pour les Russes, en raison des deux heures de décalage horaire entre Berlin et Moscou),  Stumpff, en tant que représentant de la Luftwaffe, signe la reddition inconditionnelle de l'Allemagne dans une villa de la banlieue Est de Berlin avec le maréchal Wilhelm Keitel et  l’amiral Hans-Georg von Friedeburg, face au maréchal Gueorgui Joukov,  au général Arthur Tedder, représentant le commandant suprême du Corps expéditionnaire allié en Europe, au général Spaatz (Etats-Unis) et au général de Lattre de  Tassigny (France) . Keitel, Stumpff et Friedeburg se lèvent pour prendre congé. Keitel esquisse, avec son bâton de maréchal, un rapide salut. Les portes s'ouvrent. La délégation allemande disparaît, la guerre est finie.
Stumpff est libéré de la captivité britannique en 1947 et meurt à Francfort-sur-le-Main en 1968. Il est enterré au cimetière Central de Bonn.

## Décorations
- Croix de fer (1914)
  - 2e Classe
  - 1re Classe[5]
- Ordre du Mérite militaire (Bavière) IV. Classe avec glaives[5]
- Croix de Frédéric[5]
- Croix hanséatique de Lübeck et Hamburg[5]
- Croix du Mérite militaire (Autriche) III. Classe avec décoration de guerre[5]
- Croix de chevalier de l'Ordre du Mérite militaire (Bulgarie)[5]
- Insigne des blessés (1918)
  - en Noir[5]
- Médaille de service de la Wehrmacht IV. à I. Classe
- Médaille de l'Anschluss
- Médaille des Sudètes avec barrette du château de Prague
- Agrafe de la Croix de fer (1939)
  - 2e Classe
  - 1re Classe
- Croix de chevalier de la Croix de fer le 18 septembre 1941[6]
- Grand-Croix de Commandeur de l'Ordre de la Rose blanche avec glaives et étoiles
- Insigne de pilote-observateur en Or avec brillants
- Mentionné 2 fois dans le bulletin radiophonique Wehrmachtsbericht (30 mai 1942, 24 août 1943)